# ريتشارد هوستون (رسام)
ريتشارد هوستون (بالإنجليزية: Richard Houston)‏ هو مصمم مطبوعات ورسام أيرلندي، ولد في 1721 في دبلن في جمهورية أيرلندا، وتوفي في 1775 في لندن في المملكة المتحدة.